# Tanycarpa svarog
Tanycarpa svarog är en stekelart som beskrevs av Sergey A. Belokobylskij 1998. Tanycarpa svarog ingår i släktet Tanycarpa och familjen bracksteklar. Inga underarter finns listade i Catalogue of Life.